# Populus fremontii
Populus fremontii, o Pollancre mexicà es un pollancre natiu del sud-oest dels Estats Units i el centre i nord de Mèxic. És una de las tres espècies de Populus sect. Aigeiros

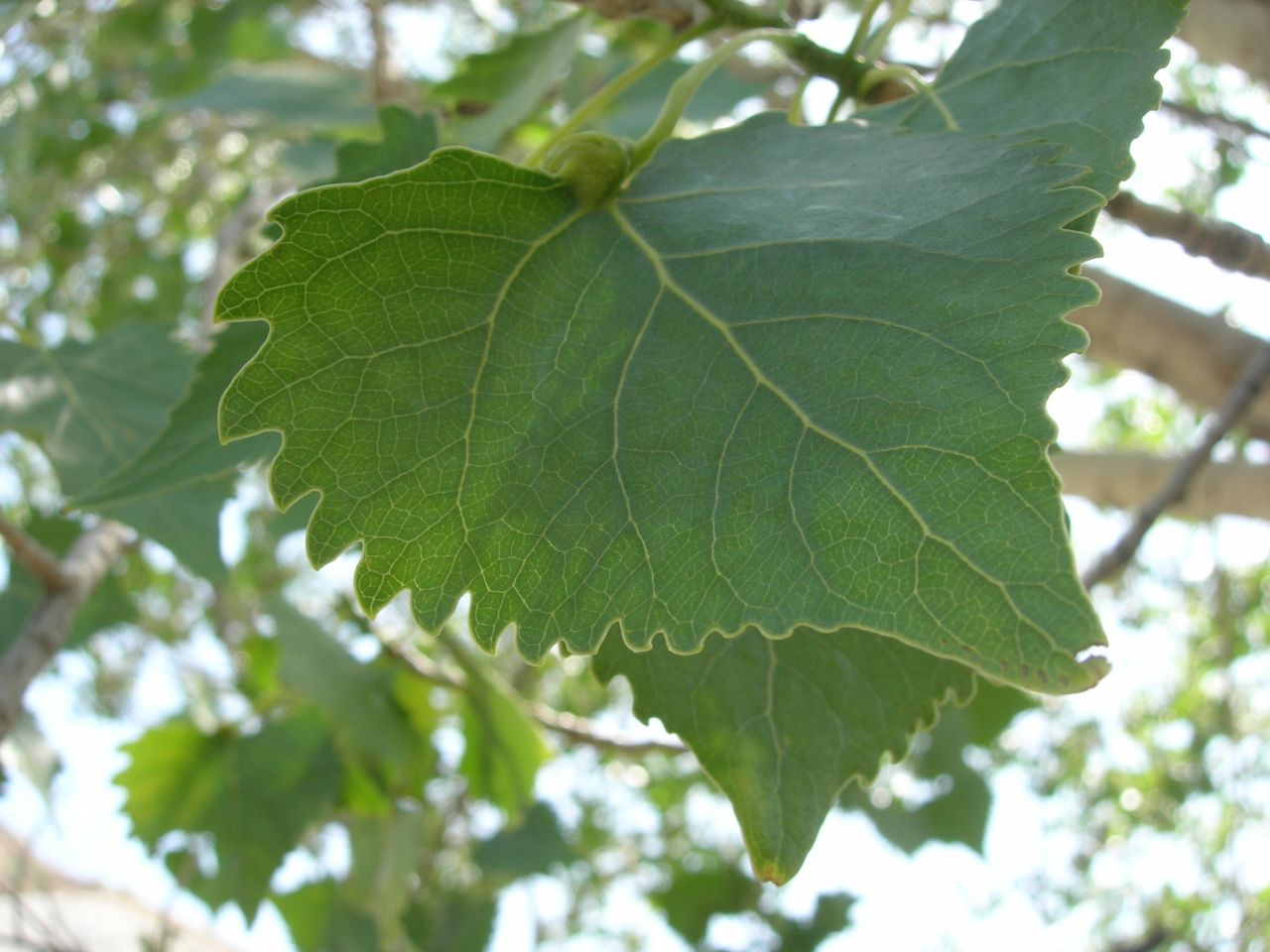
Hoja: Populus fremontii ssp. fremontii

És un gran arbre que arriba a fer 12 – 35 m d'alt amb una gran corona, amb un tronc de fins 1,5 m de diàmetre.
L'arbre conegut més gran dels Estats Units creix a Skull Valley, Arizona. El 2012 tenia una circumferència de 14,1 m i 31 m d'alt.